# Ōiso
Ōiso (japanska: 大磯町?, Ōiso-machi) är en landskommun (köping) i Kanagawa prefektur i Japan.  